# 양화진외국인선교사묘원

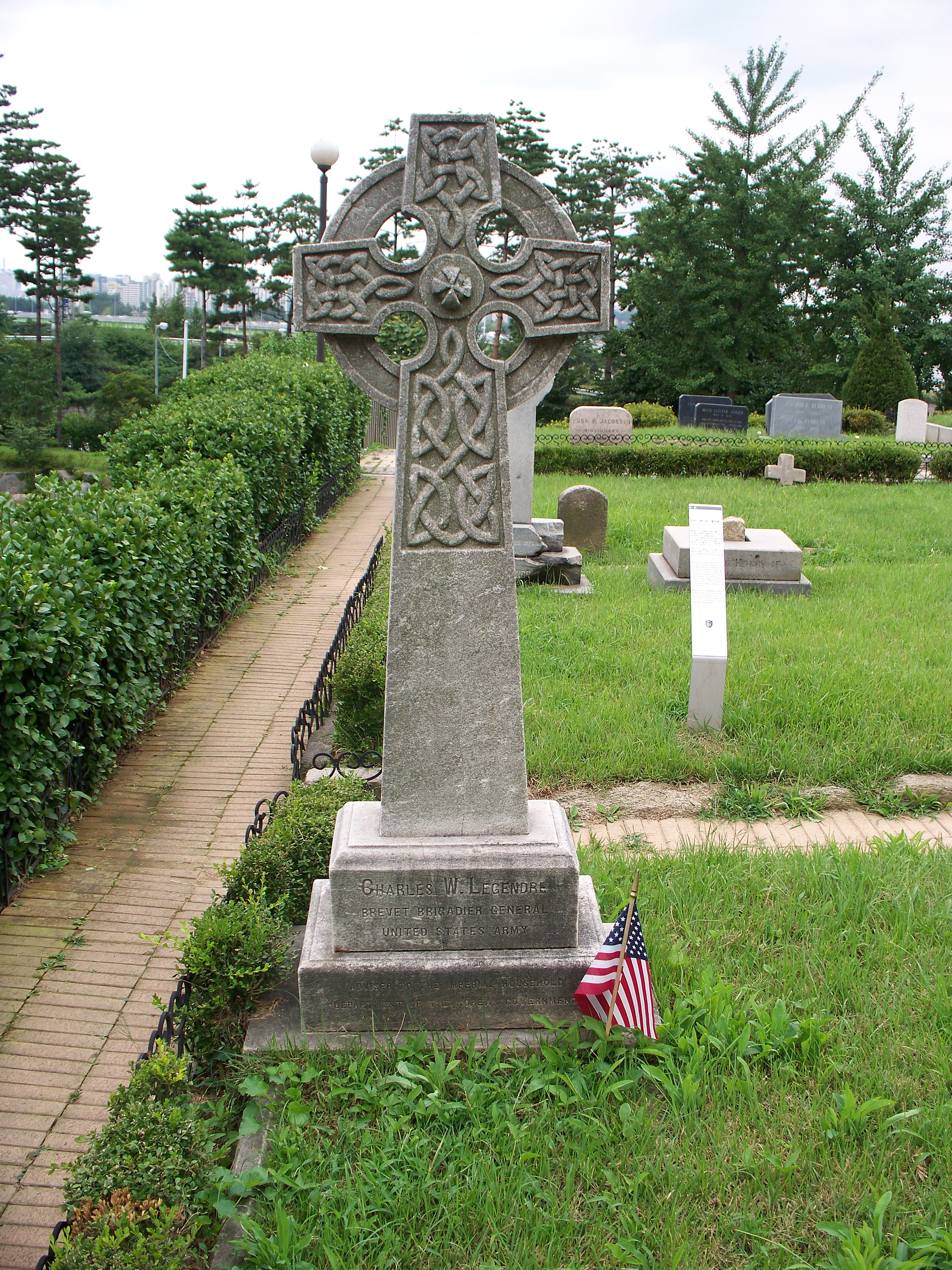
샤를 르 장드르의 무덤

양화진 외국인 선교사 묘원(楊花津外國人宣敎師墓園, Yanghwajin Foreign Missionary Cemetery)은 대한민국 서울 마포구 합정동에 있는 공원이다. 서울 양화나루와 잠두봉 유적의 일부이다. 묘원의 면적은 13,224㎡, 안장자 수는 15개국 417명이다.
조선 시대 양화진(楊花津) 나루터를 수비하던 양화진영이 있던 곳으로 1890년 7월 14일(음력 6월 13일)에 외국인 묘지로 조성되었다. 이 곳에는 조선 말 고종 때부터 한국을 위해 공헌한 언론계, 교육계, 종교계 외국인 인사들 500여 명이 묻혀 있다. 조선 말기에 고위 공직을 역임한 샤를 르 장드르, 한국의 암흑기였던 1900년 전후에 언론창달의 기수 역할을 했던 대한매일신보의 어니스트 베델, 연희전문학교(현재 연세대학교)를 세운 장로교 선교사 호러스 그랜트 언더우드, 이화여대 설립에 공이 큰 감리교 선교사 헨리 아펜젤러와 그의 가족들, 세브란스 의대를 세운 더글러스 B. 에비슨, 한국의 은인으로 추앙 받는 호머 헐버트 박사, 대한제국 국가를 작곡한 프란츠 에케르트 등이 묻혀 있다.

## 연혁
- 1890년 7월(음력 6월 13일) 주조선 미국공사관의 요청으로 양화진 언덕 일대를 외국인 매장지로 획정하였다.[1] “외국인 선교사의 분묘를 보전하고 관리하여 우리나라에 그리스도의 복음을 전한 고인들의 사랑과 희생정신을 기림을 목적”으로 묘원을 설립하였다.
- 1890년 8월 일부 포함된 민유지를 조선 정부에서 토지 대금을 지불하고 그 관리권을 조약의 규정대로 외국인 거류민 자치 기구에 넘겼다. 외국인 자치 기구인 외국인묘지협회(Foreign Cemetery Association)를 조직하고, 외인묘지규칙(Regulations for the Foreign Cemetery)을 제정하여 운영하였다.
- 1893년 10월 영국, 미국, 러시아, 독일, 프랑스 5개국 공사들이 조선 정부에 “양화진외인묘지” 주위에 담장 설치를 요청.
- 1896년 12월 러시아공사 웨베르(K. I. Waeber)는 외부대신 이완용에게 공문을 보내 묘지기가 주변에 구매한 땅의 소유권 인정을 요청하였다.
- 1904년 11월 미국 공사 알렌(Horace N. Allen)이 “양화진외인묘지 확장 및 진입 도로 보수”를 요구하는 등 각국 영사관은 각각 묘지기를 두어 묘지를 관리하였다.
- 1913년 7월 조선총독부 토지대장에 '경성구미인묘지회'(京城歐美人墓地會) 소유로 등록
- 1941년 12월 태평양 전쟁으로 구미 외국인들이 철수
- 1942년 5월 22일 모든 외국인들의 소유를 “적산(敵産)”으로 압류하였다.
- 1946년 10월 1일자로 다시 '경성구미인묘지회' 소유로 등기가 변경되었다.
- 1961년 외국인토지법 제정으로 외국인은 토지를 소유할 수 없게 되었으나, 1978년 서울시 도시계획으로 이 묘역이 문제가 될 때까지 ‘경성구미인묘지회’ 대표 언더우드 3세(원일한) 명의로 남아있었다.
- 1979년 지하철 2호선 공사로 서울시에서 이 묘지를 이전하려 하였으나 기독교계의 반발로 무산되었다.
- 1985년 6월 한국 기독교 100주년 기념 사업회에서 경성구미인묘지회로부터 묘지 소유권을 인수하고 묘지 경내에 한국 기독교 100주년 선교 기념관을 건축하였다.
- 1986년 10월 10일 선교기념관을 완공하고, 이 묘역의 명칭도 ‘서울외국인묘지공원’으로 변경하였다.
- 2005년 7월 한국 기독교 100주년 기념 사업회는 이 선교기념관을 예배당으로 사용하는 한국 기독교 선교 100주년 기념 교회를 설립하고, 이 교회에 묘역과 선교기념관 관리운영에 관한 일체의 책임과 권한을 위임하였다.
- 2006년 5월 한국 기독교 선교 100주년 기념 교회는 이 묘역의 공식 명칭을 ‘양화진외국인선교사묘원’으로 개칭하였다.

## 분쟁
현재 이 곳 부지를 한국 기독교 100주년 기념 사업 협의회와 100주년 기념교회가 관할하고 있으나, 묘지 공원의 권리를 주장하는 경성구미인묘지회, 유니온교회, 양화진 선교회, 예장통합과의 이권 논쟁이 지속되었다. 그런데 2013년 2월 28일 대법원에서‘양화진의 법적 소유주는 100주년 기념재단이고, 유니온교회는 쫓겨난 것이 아니다’라는 확정 판결이 있었다.

## 같이 보기
- 서울 양화나루와 잠두봉 유적